# Maestro (calciatore)
Maestro, pseudonimo di António Simão Muanza (Luanda, 4 agosto 2003), è un calciatore angolano, centrocampista dell'Alanyaspor e della nazionale angolana.

## Carriera

### Club
Maestro ha iniziato a giocare a calcio nell'Academia de Futebol de Angola, per poi passare all'Estrela Amadora ad inizio 2022. Ha giocato il suo primo incontro professionistico il 18 gennaio contro il Mafra in Segunda Liga. Nel giugno seguente è stato acquistato dal Benfica, dove ha trascorso una stagione e mezza nella seconda squadra, prima di passare a titolo definitivo all'Adana Demirspor nel febbraio del 2024.

### Nazionale
Ha giocato nella nazionale angolana Under-17.
Il 7 settembre 2023 ha debuttato con la nazionale maggiore angolana nell'incontro amichevole perso 4-0 contro l'Iran. Nel 2024 ha partecipato alla Coppa COSAFA, vinta in finale contro la Namibia, venendo premiato come miglior giocatore della competizione.

## Statistiche

### Presenze e reti nei club
Statistiche aggiornate al 7 giugno 2024.
| Stagione               | Squadra                | Campionato             | Campionato | Campionato | Coppe nazionali | Coppe nazionali | Coppe nazionali | Coppe continentali | Coppe continentali | Coppe continentali | Altre coppe | Altre coppe | Altre coppe | Totale | Totale | Totale |
| Stagione               | Squadra                | Comp                   | Pres       | Reti       | Comp            | Pres            | Reti            | Comp               | Pres               | Reti               | Comp        | Pres        | Reti        | Pres   | Reti   |        |
| ---------------------- | ---------------------- | ---------------------- | ---------- | ---------- | --------------- | --------------- | --------------- | ------------------ | ------------------ | ------------------ | ----------- | ----------- | ----------- | ------ | ------ | ------ |
| 2021-2022              | Estrela Amadora        | LdH                    | 9          | 0          | CP+CdL          | 0               | 0               |                    | -                  | -                  |             | -           | -           | 9      | 0      |        |
| 2022-2023              | Benfica B              | LdH                    | 17         | 0          |                 | -               | -               |                    | -                  | -                  |             | -           | -           | 17     | 0      |        |
| 2023-2024              | Benfica B              | LdH                    | 9          | 3          |                 | -               | -               |                    | -                  | -                  |             | -           | -           | 9      | 3      |        |
| Totale Benfica B       | Totale Benfica B       | Totale Benfica B       | 26         | 3          |                 | -               | -               |                    | -                  | -                  |             | -           | -           | 26     | 3      |        |
| 2023-2024              | Adana Demirspor        | SL                     | 13         | 0          | CT              | 0               | 0               |                    | -                  | -                  |             | -           | -           | 13     | 0      |        |
| 2024-2025              | Adana Demirspor        | SL                     | 4          | 0          | CT              | 0               | 0               |                    | -                  | -                  |             | -           | -           | 4      | 0      |        |
| Totale Adana Demirspor | Totale Adana Demirspor | Totale Adana Demirspor | 17         | 0          |                 | 0               | 0               |                    | -                  | -                  |             | -           | -           | 17     | 0      |        |
| Totale carriera        | Totale carriera        | Totale carriera        | 52         | 3          |                 | 0               | 0               |                    | -                  | -                  |             | -           | -           | 52     | 3      |        |

### Cronologia presenze e reti in nazionale
| Cronologia completa delle presenze e delle reti in nazionale ― Angola | Cronologia completa delle presenze e delle reti in nazionale ― Angola | Cronologia completa delle presenze e delle reti in nazionale ― Angola | Cronologia completa delle presenze e delle reti in nazionale ― Angola | Cronologia completa delle presenze e delle reti in nazionale ― Angola | Cronologia completa delle presenze e delle reti in nazionale ― Angola | Cronologia completa delle presenze e delle reti in nazionale ― Angola | Cronologia completa delle presenze e delle reti in nazionale ― Angola |
| Data                                                                  | Città                                                                 | In casa                                                               | Risultato                                                             | Ospiti                                                                | Competizione                                                          | Reti                                                                  | Note                                                                  |
| --------------------------------------------------------------------- | --------------------------------------------------------------------- | --------------------------------------------------------------------- | --------------------------------------------------------------------- | --------------------------------------------------------------------- | --------------------------------------------------------------------- | --------------------------------------------------------------------- | --------------------------------------------------------------------- |
| 12-9-2023                                                             | Teheran                                                               | Iran                                                                  | 4 – 0                                                                 | Angola                                                                | Amichevole                                                            | -                                                                     | 76’                                                                   |
| 13-10-2023                                                            | Albufeira                                                             | Angola                                                                | 1 – 1                                                                 | Mozambico                                                             | Amichevole                                                            | -                                                                     | 74’                                                                   |
| 22-3-2024                                                             | Agadir                                                                | Marocco                                                               | 1 – 0                                                                 | Angola                                                                | Amichevole                                                            | -                                                                     | 65’                                                                   |
| 25-3-2024                                                             | Marrakech                                                             | Comore                                                                | 0 – 0                                                                 | Angola                                                                | Amichevole                                                            | -                                                                     | 46’                                                                   |
| 28-6-2024                                                             | Port Elizabeth                                                        | Angola                                                                | 0 – 0                                                                 | Namibia                                                               | Coppa COSAFA 2024 – 1º turno                                          | -                                                                     |                                                                       |
| 1-7-2024                                                              | Port Elizabeth                                                        | Angola                                                                | 3 – 2                                                                 | Seychelles                                                            | Coppa COSAFA 2024 – 1º turno                                          | 1                                                                     | 90+4’                                                                 |
| 3-7-2024                                                              | Port Elizabeth                                                        | Lesotho                                                               | 1 – 3                                                                 | Angola                                                                | Coppa COSAFA 2024 – 1º turno                                          | -                                                                     |                                                                       |
| 5-7-2024                                                              | Port Elizabeth                                                        | Comore                                                                | 1 – 2                                                                 | Angola                                                                | Coppa COSAFA 2024 – Semifinale                                        | -                                                                     | 90+6’                                                                 |
| 7-7-2024                                                              | Port Elizabeth                                                        | Angola                                                                | 5 – 0                                                                 | Namibia                                                               | Coppa COSAFA 2024 – Finale                                            | -                                                                     |                                                                       |
| 5-9-2024                                                              | Kumasi                                                                | Ghana                                                                 | 0 – 1                                                                 | Angola                                                                | Qual. Coppa d'Africa 2025                                             | -                                                                     | 86’                                                                   |
| 8-9-2024                                                              | Talatona                                                              | Angola                                                                | 2 – 1                                                                 | Sudan                                                                 | Qual. Coppa d'Africa 2025                                             | -                                                                     | 63’                                                                   |
| 11-10-2024                                                            | Luanda                                                                | Angola                                                                | 2 – 0                                                                 | Niger                                                                 | Qual. Coppa d'Africa 2025                                             | -                                                                     | 55’                                                                   |
| 15-10-2024                                                            | Niamey                                                                | Niger                                                                 | 0 – 1                                                                 | Angola                                                                | Qual. Coppa d'Africa 2025                                             | -                                                                     | 90+4’                                                                 |
| 15-11-2024                                                            | Talatona                                                              | Angola                                                                | 1 – 1                                                                 | Ghana                                                                 | Qual. Coppa d'Africa 2025                                             | -                                                                     | 73’                                                                   |
| 18-11-2024                                                            | Bengasi                                                               | Sudan                                                                 | 0 – 0                                                                 | Angola                                                                | Qual. Coppa d'Africa 2025                                             | -                                                                     | 89’                                                                   |
| 20-3-2025                                                             | Bengasi                                                               | Libia                                                                 | 1 – 1                                                                 | Angola                                                                | Qual. Mondiali 2026                                                   | -                                                                     | 81’                                                                   |
| 25-3-2025                                                             | Luanda                                                                | Angola                                                                | 1 – 2                                                                 | Capo Verde                                                            | Qual. Mondiali 2026                                                   | -                                                                     | 46’                                                                   |
| Totale                                                                |                                                                       | Presenze                                                              | 17                                                                    |                                                                       | Reti                                                                  | 1                                                                     |                                                                       |

## Palmarès

### Nazionale
- Coppa COSAFA: 1

Sudafrica 2024

### Individuale
- Miglior giocatore della Coppa COSAFA: 1

Sudafrica 2024